# Посольство Республики Конго в России
Посольство Республики Конго в Российской Федерации (фр. Ambassade de la République du Congo en Fédération de Russie) — официальная дипломатическая миссия Республики Конго в России, расположена в Москве на Якиманке в дипломатическом корпусе на улице Коровий Вал. 
- Адрес посольства: 119049, Москва, улица Коровий Вал, дом 7, стр.1, офис 193—195 (1 этаж)[1]
- Посол Республики Конго в Российской Федерации: Давид Мадука (с 11 апреля 2018 года).

## Дипломатические отношения
Дипломатические отношения между Республикой Конго и СССР были установлены 16 марта 1964 года.

## Послы Республики Конго в России
- Абель Толи Ганга (1965—1968)
- Станислас Бачи-Буссанзи (1968—1970)
- Жюльен Букамбу (1970—1974)
- Жан-Пьер Ноно (1974—1977)
- Доминик Бууайи (1985—1993)
- Жан-Пьер Луйебо (1999—2012)
- Эме Клови Гийон (2013—2018)
- Давид Мадука (с 2018)